# 2006 en Asie
2004 en Asie - 2005 en Asie - 2006 en Asie - 2007 en Asie - 2008 en Asie

## Chronologie des évènements de l'année 2006 en Asie

### Mois de janvier 2006 en Asie

#### Dimanche1erjanvier2006
- Palestine : Le mouvement palestinien radical Hamas, responsable de nombreux attentats anti-israéliens, annonce qu'il ne prolongera pas l'accord sur une trêve de la violence, conclu en mars avec le dirigeant palestinien Mahmoud Abbas, qui a indiqué que cette décision, faisant suite à celle du Jihad islamique et de plusieurs factions armées liées au Fatah la veille, était une « grave erreur. »

#### Lundi2 janvier2006
- Syrie : la commission d’enquête onusienne souhaite interroger le président Bachar el-Assad et son chef de la diplomatie Farouk Al-Chareh après que l’ancien vice-président syrien Abdel Halim Khaddam, exilé en France depuis juin 2005, a déclaré auprès de la chaîne de télévision Al-Arabiya que Bachar el-Assad avait proféré des menaces contre l’ex-premier ministre libanais Rafiq Hariri quelques mois avant son assassinat et qu’il ne pouvait ignorer le projet d’assassinat. À la suite de ses déclarations, les responsables du parti Baas syrien réclament qu'Abdel Halim Khaddam soit jugé pour haute trahison.

#### Mardi3 janvier2006
- Chine : le journaliste d’investigation Jiang Weiping, initialement condamné à huit ans de prison en 2001, est libéré après avoir bénéficié d’une nouvelle remise de peine de douze mois.
- Iran : les autorités iraniennes ont annoncé leur intention de reprendre leurs activités de recherche nucléaire pacifique à compter du 9 janvier 2006. Ces recherches, qui consisteraient à permettre l’enrichissement d’uranium, avaient été suspendus pendant deux ans.

#### Mercredi4 janvier2006
- Israël : Le Premier ministre, Ariel Sharon, qui devait subir une intervention chirurgicale jeudi 5 janvier, est hospitalisé d’urgence mercredi soir à l’hôpital Hadassah de Jérusalem, à la suite d’une attaque cérébrale qualifiée de « grave » par le personnel hospitalier, et immédiatement placé sous respiration artificielle. Cette importante hémorragie cérébrale est accompagnée d’un saignement « massif ». M. Sharon avait déjà subi une attaque cérébrale plus légère la semaine dernière. Les pouvoirs ont été transférés au vice-premier ministre et ministre des Finances, Ehud Olmert conformément à la loi, a annoncé le secrétaire général du gouvernement, Israël Maïmon.
- Irak : 30 personnes ont été tuées et 36 blessées dans un attentat à l’explosif commis lors de funérailles dans le cimetière de Mouqdadiyah à 100 km au nord de Bagdad, a annoncé une source de la police irakienne.

#### Vendredi6 janvier2006
- Arabie saoudite : L'effondrement d'un immeuble à La Mecque provoque la mort de 76 personnes.
- Inde : Assassinat de Prahlad Goala, journaliste d’investigation de 32 ans, correspondant du quotidien régional Asomiya Khaba à Thuramukh, dans l’État de l’Assam (Nord-Est). Il s'agit du premier journaliste tué dans le monde en 2006.
- Japon : D'importantes chutes de neige (jusqu’à 4 m dans le secteur de Niigata) se sont abattues sur le pays provoquant la mort de 28 personnes et la paralysie des transports.

#### Samedi7 janvier2006
- Irak : L’otage Bernard Planche est libéré « à l’occasion d’une opération de contrôle par les forces de la coalition », après un mois de détention.
- Turquie : Trois adolescents sont morts de la grippe aviaire.

#### Jeudi12 janvier2006
- Turquie : Mehmet Ali Ağca, l’homme qui avait tenté d’assassiner Jean-Paul II en 1981, est libéré après 25 ans de détention.

#### Dimanche15 janvier2006
- Pakistan : Un missile lancé par un drone Predator a tué 17 personnes dans le village de Damadola dans la zone tribale Bajaurau près de la frontière avec l’Afghanistan.

#### Lundi16 janvier2006
- Afghanistan : Au moins 27 personnes sont mortes dans deux attentats à la bombe dans les villes de Spin Boldak et Kandahar.

#### Mardi17 janvier2006
- Chine : À Pékin, la communauté internationale appelle à financer la lutte contre la grippe aviaire.

#### Jeudi19 janvier2006
- Taïwan : Nomination de Su Tseng-chang au poste de Premier ministre à Taïwan. Il remplace Frank Hsieh qui a démissionné le 17, ainsi que l'ensemble du gouvernement, après la défaite de son parti, le Parti démocratique progressiste (DPP) aux élections régionales de décembre 2005. Su Tseng-chang, ancien président du DPP prône une émancipation de Taïwan par rapport à la Chine. Le nouveau gouvernement prend ses fonctions le 26 janvier.

#### Dimanche22 janvier2006
- Cambodge : élections sénatoriales.

#### Mercredi25 janvier2006
- Chine : Google affirme son intention de lancer un nouvel outil, Google.cn, pour améliorer le service offert à ses clients chinois, tout en reconnaissant que ce service sera censuré, conformément à la « loi locale ». La société californienne explique que, si filtrer l’information va à l’encontre de ses principes, il serait bien pire de ne pas fournir d’information du tout aux internautes chinois.

#### Lundi30 janvier2006
- Afghanistan : Ouverture à Londres de la Conférence internationale sur le développement de l'Afghanistan, en présence du président afghan Hamid Karzai, du secrétaire général des Nations unies, Kofi Annan, du Premier ministre Tony Blair et de la secrétaire d'État américaine Condoleezza Rice.

### Mois de février 2006 en Asie

#### Mercredi1erfévrier2006
- Afghanistan : Au terme de trois jours de discussions, les soixante pays réunis à la Conférence de Londres sur le développement de l'Afghanistan s'engagent à aider l'Afghanistan à hauteur de 10,5 milliards de dollars pour les cinq prochaines années. Les États-Unis à eux seuls déboursent plus de la moitié de cette aide.
- Palestine : Le président de l'Autorité palestinienne, Mahmoud Abbas, annonce qu'il n'acceptera la formation d'un gouvernement par le Hamas que si celui-ci reconnaît l'État d'Israël.

#### Mardi14 février2006
- Cambodge : L'ONU annonce que le procès des Khmers rouges accusés de génocide, parmi lesquels Ta Mok (dit  Le Boucher) incarcéré depuis 1999, devrait commencer en 2007.

#### Dimanche26 février2006
- Iran : Accord de principe russo-iranien sur la création d'une société conjointe d'enrichissement de l'uranium iranien en Russie.

### Mois d'avril 2006 en Asie

#### Jeudi27 avril2006
- Népal : Le roi Gyanendra nomme Girija Prasad Koirala au poste de Premier ministre. Aussitôt investi, ce dernier déclare devant les parlementaires, son intention de convoquer une assemblée constituante, destinée à en finir avec la monarchie.

### Mois de mai 2006 en Asie

#### Mardi2 mai2006
- Afghanistan : Prestation de serment du nouveau gouvernement afghan, qui comprend provisoirement 20 ministres, 5 ministres n’ayant pas obtenu la majorité à la chambre basse lors d’un vote le 20 avril. Le nouveau ministre des Affaires étrangères est M. Rangin Dadfar Spanta.

#### Jeudi4 mai2006
- Afghanistan : L’Italie transmet au Royaume-Uni le commandement de la Force internationale d’assistance à la sécurité (FIAS), pour une période de 9 mois.

### Mois de juin 2006 en Asie

#### Jeudi1erjuin2006
- Chine : Selon une annonce du ministre chinois de la Culture Sun Jiazheng, le gouvernement chinois a décidé la création de la « Journée du Patrimoine culturel » en Chine, qui sera célébrée chaque année le deuxième samedi du mois de juin.

#### Mardi6 juin2006
- Philippines : La Chambre des représentants et le Sénat des Philippines adoptent à l’unanimité le texte de la loi abolissant la peine de mort, qui n'attend plus que sa signature par la Présidente Gloria Arroyo pour entrer en vigueur.

#### Jeudi8 juin2006
- Irak (1) : Selon le premier ministre irakien Nouri al-Maliki et l'armée américaine, Abou Moussab Al-Zarqaoui a été tué au cours d'un raid aérien. Le président américain a réclamé son crâne et les os.

- Irak (2) : Le Parlement irakien a investi les candidats présentés par le premier ministre Nouri al-Maliki, aux postes de ministres de la défense et de l'intérieur et de secrétaire d'État à la sécurité nationale. Ainsi, le général sunnite Abdelkader Djassim, chef d'état-major de l'armée irakienne, devient le ministre de la défense. Le chiite Djaouad Al-Bolani devient le ministre de l'intérieur et le chiite Chirwan Al-Waïli est nommé au secrétariat d'État à la sécurité nationale. Cette liste brosse un portrait des principaux ministres du gouvernement irakien.

#### Mercredi21 juin2006
- Irak/Japon : Le Japon rapatrie ses troupes terrestres d'Irak — quelque 600 soldats nippons — déployées depuis janvier 2004, à Samawa dans le sud de l'Irak pour des tâches humanitaires et de reconstruction. Le Premier ministre Jun'ichirō Koizumi confirme par contre le maintien des opérations aériennes de ravitaillement et de transport de troupes alliées dans ce pays et l'engagement de son pays à poursuivre son assistance financière en faveur de l'Irak.

#### Samedi24 juin2006
- Philippines : Abolition de la peine de mort aux Philippines : la Présidente Gloria Arroyo signe la loi abolissant la peine de mort, adoptée le 6 juin à l’unanimité par la Chambre des représentants et le Sénat.

### Mois de juillet 2006 en Asie

#### Lundi24 juillet2006
- Turkménistan : Début de la tournée du président iranien Mahmoud Ahmadinejad en Asie centrale, par une visite au Turkménistan, gros producteur de gaz, où il va entamer entamer des négociations sur l'énergie et le statut de la mer Caspienne.

#### Mardi25 juillet2006
- Tadjikistan : Deuxième étape de la visite en Asie centrale du président iranien Mahmoud Ahmadinejad, le Tadjikistan, avec à l'ordre du jour des discussions sur des contrats énergétiques, des projets d'infrastructures et la signature de plusieurs accords dans le domaine du commerce, du tourisme, de la justice et de la protection sociale.

#### Mercredi26 juillet2006
Iran/Tadjikistan/Afghanistan : Réunion à Douchanbé, la capitale tadjike, d'un sommet tripartite des pays persanophones, les présidents iranien et tadjik étant rejoints par leur homologue afghan Hamid Karzai, qui s'achève sur la décision des trois chefs d'État de créer une commission intergouvernementale pour organiser le développement des relations entre leurs trois pays.

#### Lundi31 juillet2006
- Afghanistan : Après l'aval du Conseil de l'Atlantique nord donné le 28 juillet, l'OTAN prend la relève de la FIAS, force internationale sous commandement américain, dans le sud de l'Afghanistan. Les troupes de l'Alliance, 18 000 hommes au total, ont pour mission d'aider à asseoir l'autorité du gouvernement afghan dans le sud et d'aider à la reconstruction du pays.

### Mois de septembre 2006 en Asie

#### 15 septembre2006
- Irak: Création du Conseil du salut d'Anbar, coalition tribale sunnite dirigée par Abdul Sattar Abou Richa et qui se rallie au gouvernement à majorité chiite d'al-Maliki et aux Américains.

#### Mardi19 septembre2006
- Thaïlande : coup d'État de l’armée qui renverse le Premier ministre Thaksin Shinawatra, alors que celui-ci se trouvait à New York, où il assistait à l’assemblée générale des Nations unies.

### Mois d'octobre 2006 en Asie

#### Mercredi11 octobre2006
- Sri Lanka : 133 militaires et 22 rebelles sont tués dans une offensive militaire contre les rebelles des Tigres de libération de l'Eelam tamoul (LTTE) déclenchée dans la péninsule de Jaffna qui avait en outre blessé 515 soldats.

#### Vendredi13 octobre2006
- Inde/Union européenne : Ouverture à Helsinki (Finlande) du 7e sommet Union européenne/Inde, à l'issue duquel les dirigeants des deux parties réaffirment, dans une déclaration commune, leur engagement au partenariat stratégique lancé lors de leur 5e sommet à La Haye. Ils s'engagent à faire avancer leurs relations commerciales bilatérales et à essayer de parvenir à un accord commercial et d'investissement.
- ONU : Le ministre sud-coréen des Affaires étrangères Ban Ki-moon a été officiellement désigné par acclamation à  l'assemblée générale de l'organisation comme futur Secrétaire général, en remplacement du ghanéen Kofi Annan. Il doit prendre ses fonctions le 1er janvier 2007.
- Prix Nobel : Le Bangladais Muhammad Yunus, surnommé « le banquier des pauvres », reçoit le Prix Nobel de la paix en tant que créateur du microcrédit dans la péninsule indo-bangladaise.

#### Samedi14 octobre2006
- Corée du Nord : Le Conseil de sécurité des Nations unies approuve, à l'unanimité de ses 15 membres, les sanctions imposées à la Corée du Nord en réponse à son premier essai nucléaire, annoncé le 9 octobre.

#### Lundi16 octobre2006
- Sri Lanka : Un attentat-suicide au camion piégé, revendiqué par les rebelles tamouls, contre un convoi de marins stationné à Habarana, au nord-est de Colombo tue 103 militaires et en blesse plus de 150.

#### Lundi30 octobre2006
- Pakistan : L'armée pakistanaise lance un raid à Khar, dans la « zone tribale », contre une madrassa dénoncée comme un centre d'entraînement de militants liés à Al-Qaïda. L'opération fait 80 morts.

### Mois de novembre 2006 en Asie

#### Jeudi2 novembre2006
- Afghanistan : Fondation du Front national uni, un nouveau parti politique, coalition de seigneurs de guerre regroupant d'anciens et actuels hommes forts du pays, commandants de la résistance afghane contre les Soviétiques, anciens dirigeants communistes et de divers groupes sociaux et ethniques parfois antagonistes.

#### Dimanche5 novembre2006
- Irak : Saddam Hussein, l'ancien président irakien est condamné à mort par pendaison pour crimes contre l'humanité à la suite du massacre de 148 villageois chiites à Doujaïl dans les années 1980.

#### Jeudi9 novembre2006
- Chine : Début d'une visite de deux jours à Pékin du Premier ministre russe Mikhaïl Fradkov, qui rencontre le président chinois Hu Jintao, avec lequel il signe  une série d'accords représentant, selon l'agence Chine Nouvelle, 800 millions de dollars d'investissements de la part de la Chine.
- Pakistan : Un attentat-suicide — le plus grave commis contre l'armée depuis qu'Islamabad s'est rangé aux côtés des États-Unis dans leur guerre contre le terrorisme — provoque la mort de 42 soldats dans un camp militaire du nord-ouest du Pakistan. Selon les autorités, il aurait été mené en représailles au raid militaire lancé le 30 octobre à Khar, dans la zone tribale pakistanaise, contre une madrassa dénoncée comme un centre d'entraînement de militants liés à Al-Qaïda, qui a fait 80 morts.

#### Vendredi10 novembre2006
- Sri Lanka : Nadarajah Raviraj, avocat et député de l'Alliance nationale tamoule, est assassiné à Colombo alors que la violence s'est aggravée au Sri Lanka.

#### Lundi20 novembre2006
- Chine (1) : Hu Jintao effectue à partir d'aujourd'hui une visite en Inde destinée à renforcer les relations diplomatiques et économiques entre les deux pays.
- Chine (2) : Les responsables du transport de la ville de Pékin prévoient la construction du plus grand réseau de métro du monde pour faire face à l'augmentation du nombre de voitures qui pourrait paralyser la capitale.

#### Mardi21 novembre2006
- Népal : Signature d'un accord de paix entre le gouvernement et la rébellion maoïste prévoyant l'entrée des maoïstes dans un gouvernement provisoire. L'accord conclu doit mettre fin à un conflit qui a fait 12 500 victimes depuis 1996. La question de la monarchie sera examinée après l'élection d'une Assemblée constituante en 2007.

#### Mardi28 novembre2006
- Turquie : Arrivée du pape Benoît XVI.

#### Jeudi30 novembre2006
- Chine : Ordination à Xuzhou, dans l'est de la Chine, de l'évêque Wang Renlei, désigné par l'Église officielle sans l'approbation du Vatican. C’est la quatrième ordination « illégitime » depuis le début de l’année en Chine.

### Mois de décembre 2006 en Asie

#### Lundi4 décembre2006
- Chine (1) : Le directeur de l'Agence internationale de l'énergie atomique (AIEA), Mohamed El Baradei, en provenance de Tokyo, commence une visite de quatre jours à Pékin consacrée notamment à la crise nord-coréenne.
- Chine (2) : Wu Youfu professeur à l'université des langues étrangères de Shanghai publie un rapport remettant en cause le dragon — considéré comme un symbole national en Chine depuis plusieurs millénaires — comme symbole national, car cet animal mythique est perçu comme « un emblème d'hégémonie et d'offensive » dans la culture occidentale.

#### Mercredi6 décembre2006
- Chine : Mao Rubai, président du Comité de l'Environnement et des  Ressources à l'Assemblée nationale populaire (APN, parlement  chinois), annonce que la Chine envisage de prélever un impôt environnemental pour combattre l'énorme pollution qui pénalise la croissance économique durable.

#### Jeudi7 décembre2006
- Turquie-Union européenne : La Turquie propose l'ouverture, pendant un an, d'un port et d'un aéroport aux navires et avions chypriotes grecs pour éviter une suspension des négociations d'adhésion avec l'Union européenne.
- Inde : Airbus annonce qu'il compte investir un milliard de dollars (752,3 millions d'euros) au cours des dix prochaines années dans des projets en Inde, dont un centre d'ingénierie et un centre d'entraînement au pilotage.

#### Vendredi8 décembre2006
- Chine : Lors d'une rencontre avec les délégués de l'Académie des Sciences militaires de Chine, le président chinois Hu Jintao, également président de la Commission militaire centrale de Chine, appelle l'armée à poursuivre ses efforts en matière de recherche scientifique et technologique afin de contribuer activement à la modernisation militaire chinoise, car « le développement de la capacité de défense nationale est une mission difficile face à une situation internationale compliquée et changeante. »

#### Samedi9 décembre2006
- Inde/États-Unis : Le Congrès américain approuve le projet de loi Henry J. Hyde portant sur la coopération en matière d'énergie atomique entre les États-Unis et l'Inde. Cette nouvelle loi, que le président George W. Bush devrait promulguer rapidement, autorise la reprise de la coopération nucléaire entre les deux pays, interrompue depuis 1998, après que l'Inde eut procédé à ses premiers essais nucléaires. Elle permettra aux navires américains d'acheminer du combustible nucléaire vers l'Inde, qui aura ainsi accès à la technologie nucléaire civile, à condition d'accepter la supervision de ses réacteurs atomiques par la communauté internationale.

#### Dimanche10 décembre2006
- Chine/Philippines : À la suite du typhon Utor (en), qui vient de frapper les Philippines, provoquant des dégâts considérables, le Premier ministre chinois  Wen Jiabao reporte sa visite officielle dans l'archipel initialement prévue les 13 et 14 décembre.

#### Vendredi22 décembre2006
- Chine/Corée : Les pourparlers à Six — Chine, le Japon, la république populaire démocratique de Corée (RPDC), la république de Corée (RDC), la Russie et les États-Unis — sur le dossier nucléaire de la Péninsule coréenne sont suspendus au bout de 5 jours de négociations à Pékin, alors que les six délégations ont trouvé un accord sur l'application par étape dès que possible de la déclaration conjointe du 19 septembre 2005.

#### Samedi23 décembre2006
- Iran/ONU : Le Conseil de sécurité des Nations unies impose des sanctions à l'Iran pour son refus de suspendre ses activités nucléaires sensibles. Dans sa résolution 1737 (2006), adoptée à l'unanimité de ses quinze membres après le ralliement de la Russie, le Conseil décide que l'Iran doit immédiatement « suspendre toutes ses activités nucléaires sensibles en termes de prolifération », de manière vérifiable par l’Agence internationale de l'énergie atomique (AIEA).

#### Lundi25 décembre2006
- Iran : L'Iran — tout en annonçant son intention de poursuivre ses activités nucléaires — qualifie la  résolution 1737 (2006) du Conseil de sécurité des Nations unies sur les sanctions vis-à-vis de l'Iran d'« inacceptable sur le plan légal. »

## Principaux décès de personnalités asiatiques survenus en 2006

### Mois dejanvier 2006
- 5 janvier : Keizō Miura, alpiniste japonais. (° 15 février 1904).
- 15 janvier  : Cheikh Jaber Al-Ahmad Al-Sabah, émir du Koweït. (° 29 juin 1926).
- 20 janvier : Andreï Iordan, Premier ministre du Kirghizistan de 1991 à 1992. (° 22 décembre 1934)
- 25 janvier : Sudharmono, vice-président de l'Indonésie de 1988 à 1993.
- 29 janvier : Nam June Paik, artiste américain d'origine sud-coréenne. (° 20 juillet 1932).

### Mois defévrier 2006
- 2 février : Mizanur Rahman Chowdhury, homme politique bangladais, Premier ministre de 1986 à 1988. (° 19 octobre 1928).
- 8 février : Akira Ifukube, compositeur japonais (° 31 mai 1914).
- 9 février :
  - Nadira, actrice et danseuse indienne
  - Kuljeet Randhawa, actrice indienne
- 14 février, Shoshana Damari, chanteuse israélienne. (° 1923).
- 15 février : Sun Yun-suan, Premier ministre de la république de Chine (Taïwan) de 1978 à 1984.
- 21 février : Sinnathamby Rajaratnam, homme politique singapourien, ministre des Affaires étrangères de 1965 à 1980.
- 23 février :
  - Atwar Bahjat, journaliste, reporter et présentatrice irakienne.
  - Mohammad Shamsul Huq, homme politique bangladeshi, ministre des Affaires étrangères de 1977 à 1982.

### Mois demars 2006
- 20 mars : James Ongkili, homme politique malaisien, ancien ministre de la Justice.

### Mois d'avril 2006
- 1er avril : In Tam, 89 ans, homme politique cambodgien, Premier ministre en 1973.
- 3 avril : Mohammed Al-Maghout (محمد الماغوط), poète et dramaturge syrien. (° 1934).
- 5 avril : Abdel-Salam Al-Ujayli, 88 ans, écrivain et poète syrien. (° 1918).
- 11 avril : Shin Sang-ok, 79 ans, cinéaste et producteur sud-coréen. (° 18 octobre 1926).
- 12 avril :
  - Kazuo Kuroki, 75 ans, réalisateur japonais. (° 10 novembre 1930).
  - Shekhar Mehta, 60 ans, pilote automobile de rallye kenyan d'origine indienne. (° 20 juin 1945).
  - Raj Kumar, 77 ans, acteur de cinéma indien. (° 1928).
- 30 avril : Pramoedya Ananta Toer, 81 ans, romancier indonésien. (° 6 février 1925).

### Mois demai 2006
- 30 mai :  Shōhei Imamura, cinéaste japonais. (° 15 septembre 1926)

### Mois dejuin 2006
- 7 juin :  Abou Moussab Al-Zarqaoui, terroriste islamiste. (° 20 ou 30 juin 1966)

### Mois dejuillet 2006
- 1er juillet :
  - Chu Huy Mân (général), militaire et homme politique vietnamien. (° 1913).
  - Ryūtarō Hashimoto, Premier ministre du Japon de 1996 à 1998. (° 29 juillet 1937).
- 8 juillet :  Raja Rao, poète et écrivain indien. (° 1909).

### Mois d'août 2006
- 27 août : Hrishikesh Mukherjee, réalisateur indien. (° 30 septembre 1922).

### Mois deseptembre 2006
- 6 septembre : Agha Shahi, diplomate et homme politique pakistanais. (° 25 août 1920).
- 24 septembre : Padmini, actrice indienne. (° 12 juin 1932).
- 25 septembre : Tetsurō Tanba, acteur japonais. (° 17 juillet 1922).

### Mois d’octobre 2006
- 9 octobre : Amir al-Hachemi, général irakien, frère du vice-président irakien Tareq al-Hachemi.
- 13 octobre : Wang Guangmei, ancienne « première dame » de la république populaire de Chine de 1959 à 1968, veuve de l’ancien président Liu Shaoqi (° 26 septembre 1921).
- 14 octobre : Soni Pabla, chanteur indien installé au Canada depuis 1994 (° 1976).
- 16 octobre :
  - Irianto Kongkoli, pasteur protestant, secrétaire général de la Communion indonésienne des églises de Célèbes Centre, une association œcuménique chrétienne (° 1966).
  - Ko Thet Win Aung, dirigeant d’organisation étudiante birmane et prisonnier d’opinion (° 1975).
- 22 octobre : Choi Kyu-ha, ancien président de la Corée du Sud (° 16 juillet 1919).
- 23 octobre : Takuya Fujioka, acteur japonais (° 1930).
- 27 octobre : Ghulam Ishaq Khan, ancien président pakistanais de 1988 à 1993 (° 20 janvier 1915).
- 28 octobre : Henry Fok Ying-tung, vice-président du Comité national de la Conférence consultative politique du Peuple chinois (° 1922).

### Mois denovembre 2006
- 4 novembre : Chen Ting-nan, homme politique taïwanais, ministre de la Justice de 2002 à 2004. (° 1943).
- 5 novembre : Bülent Ecevit, premier ministre turc 4 fois de 1974 à 2002. (° 28 mai 1925)
- 6 novembre : Fereydoun Hoveyda, diplomate iranien, ancien ambassadeur d’Iran auprès des Nations unies. (° 1927).
- 19 novembre : Mohd Khir Johari, homme politique malaisien, l'un des pères fondateurs de la Malaisie, ancien ministre de l'Éducation. (° 29 janvier 1923).
- 20 novembre : Walid Hassan, célèbre comédien et réalisateur de télévision irakien, tué alors qu'il tentait d'échapper à une tentative d'enlèvement, à Bagdad.
- 21 novembre : Pierre Amine Gemayel, homme politique libanais. (° 24 septembre 1972)
- 23 novembre : Mohammed Abdel Rahmane Khalifa, fondateur de la branche jordanienne des Frères musulmans. (° 1919).

### Mois dedécembre 2006
- 1er décembre : Edi Sudrajat, homme politique indonésien, ministre de la Défense de 1993 à 1998. (° 22 avril 1938).
- 6 décembre : Khan Akhmedov, Premier ministre du Turkménistan de 1989 à 1992. (° 1936).
- 7 décembre : Kim Hyung-chil, cavalier sud-coréen. (° 1er juillet 1959).
- 16 décembre : Pnina Salzman, pianiste israélienne. (° 24 février 1922).
- 21 décembre : Saparmyrat Nyýazow, dictateur à la tête du Turkménistan depuis 1985 (° 19 février 1940).
- 23 décembre : Bo Mya, homme politique birman, dirigeant de l'Union nationale karen qui lutte pour son indépendance vis-à-vis de la Birmanie. (° 20 janvier 1927).
- 24 décembre : Uri Dan, journaliste, écrivain et réalisateur israélien. (° 6 mai 1935).
- 28 décembre : Jamal Karimi-Rad, homme politique iranien, ministre de la Justice depuis le 24 août 2005.
- 30 décembre : Saddam Hussein, ancien président irakien. (° 28 avril 1937).